# Mamoea hughsoni
Mamoea hughsoni là một loài nhện trong họ Amphinectidae. Loài này phân bố ở New Zealand.